# Buño (España)
Buño o San Estebo de Buño (llamada oficialmente Santo Estevo de Buño) es una parroquia del municipio de Malpica de Bergantiños, en la provincia de La Coruña, Galicia, España.

## Historia
La parroquia está formada por una pequeña localidad de su mismo nombre muy popular por sus alfares donde se produce cerámica desde tiempos muy antiguos. Se dice de Buño que es el pobo dos oleiros (el pueblo de los olleros o alfareros).

## Entidad de población
Entidad de población que forma parte de la parroquia:
- Buño
- Buño da Costa
- Os Mouróns
- Rúa Nova
- O Rueiro
- Santa Catalina
- Santa Filomena
- A Xaviña

## Demografía
| Gráfica de evolución demográfica de Buño entre 2000 y 2018 |
|                                                            |
| Población de derecho según el padrón municipal del INE     |

## Economía

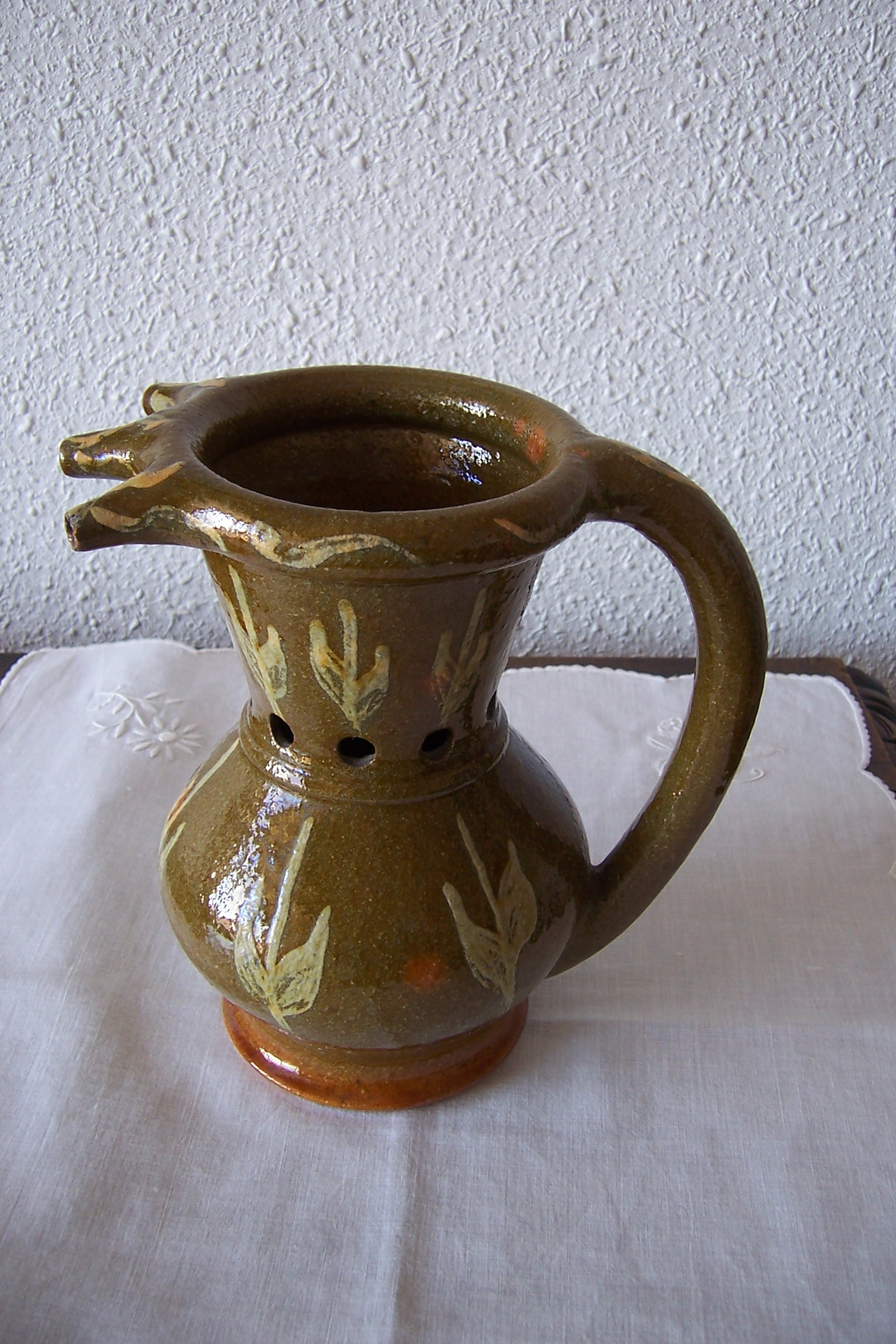
Jarra-trampa de barro vidriado de los alfares de Buño (Galicia).

Tras una lenta decadencia que había llevado a la mayoría de los alfareros de Buño al paro o la emigración, ya al final del siglo XX llegaría, con las reivindicaciones culturales autonómicas, una recuperación de ciertos aspectos del sector con la elaboración de piezas para turistas hechas con modernos moldes: hórreos, juegos de café, ceniceros.
En 2007, la "Asociación Oleira de Buño de Galicia" recibió la Medalla de Oro al mérito en las Bellas Artes.
Desde 1983, en la localidad se celebra cada mes de agosto una "Mostra da Olería de Buño", en la que además de las piezas tradicionales y un amplio catálogo turístico, el visitante de la feria puede comprar desde un diminuto dedal de cerámica hasta una reproducción en barro del Guernica.
También se ha restaurado un conjunto de once edificios tradicionales que constituyen el ecomuseo Forno do Forte.